# Medalhistas olímpicos do beisebol
O beisebol foi disputado nos Jogos Olímpicos entre 1992 e 2008 e em 2020, apenas por homens. Estes são os medalhistas olímpicos do esporte:

## Masculino

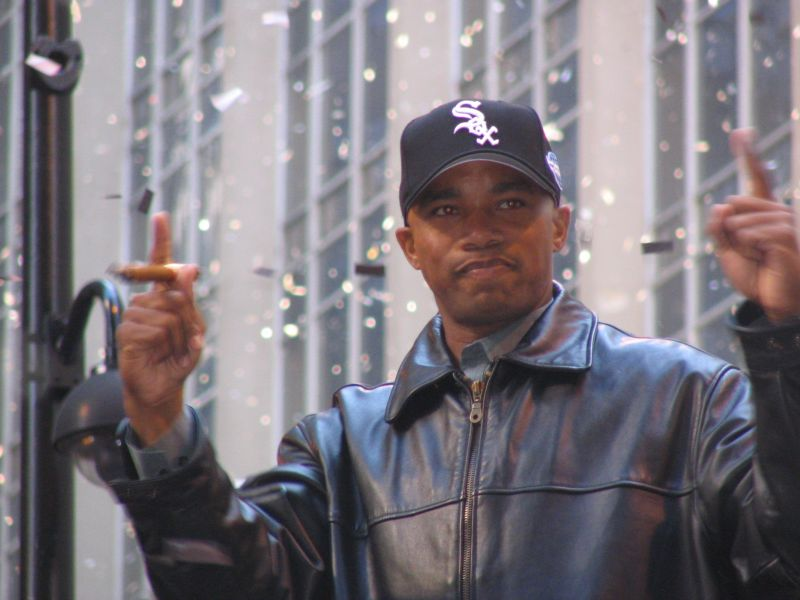
Orlando Hernández, membro da equipe cubana de 1992, a primeira a conquistar o ouro olímpico no beisebol.

| Evento                    | Ouro | Prata | Bronze |
| ------------------------- | --- | --- | --- |
| Barcelona 1992 (detalhes) | Omar Ajete Rolando Arrojo José Raúl Delgado Giorge Díaz José Estrada González Osvaldo Fernández Lourdes Gourriel Orlando Hernández Alberto Hernández Orestes Kindelán Omar Linares Germán Mesa Víctor Mesa Antonio Pacheco Juan Padilla Luis Ulacia Ermidelio Urrutia Jorge Luis Valdés Lázaro Vargas CUB Cuba                                                             | Chang Cheng-hsien Chang Wen-chung Chang Yaw-teing Chen Chi-hsin Chen Wei-chen Chiang Tai-chuan Huang Chung-yi Huang Wen-po Jong Yeu-jeng Ku Kuo-chian Kuo Lee Chien-fu Liao Ming-hsiung Lin Chao-huang Lin Kun-han Lo Chen-jung Lo Kuo-chong Pai Kun-hong Tsai Ming-hung Wang Kuang-shih Wu Shih-hsih TPE Taipé Chinês                                                                             | Tomohito Ito Shinichiro Kawabata Masahito Kohiyama Hirotami Kojima Hiroki Kokubo Takashi Miwa Hiroshi Nakamoto Masafumi Nishi Kazutaka Nishiyama Koichi Oshima Hiroyuki Sakaguchi Shinichi Sato Yasuhiro Sato Masanori Sugiura Kento Sugiyama Yasunori Takami Akihiro Togo Koji Tokunaga Shigeki Wakabayashi Katsumi Watanabe JPN Japão                                                      |
| Atlanta 1996 (detalhes)   | Omar Ajete Miguel Caldés Luis José Contreras José Estrada González Jorge Fumero Alberto Hernández Rey Isaac Orestes Kindelán Pedro Luis Lazo Omar Linares Omar Luis Juan Manrique Eliecer Montes de Oca Antonio Pacheco Juan Padilla Eduardo Paret Ormari Romero Antonio Scull Luis Ulacia Lázaro Vargas CUB Cuba                                                          | Kosuke Fukudome Tadahito Iguchi Makoto Imaoka Takeo Kawamura Jutaro Kimura Takashi Kurosu Takao Kuwamoto Nobuhiko Matsunaka Koichi Misawa Masahiko Mori Masao Morinaka Daishin Nakamura Masahiro Nojima Hideaki Okubo Hitoshi Ono Yasuyuki Saigo Tomoaki Sato Masanori Sugiura Takayuki Takabayashi Yoshitomo Tani JPN Japão                                                                       | Chad Allen Kris Benson R. A. Dickey Troy Glaus Chad Green Seth Greisinger Kip Harkrider A. J. Hinch Jacque Jones Billy Koch Mark Kotsay Matt Lecroy Travis Lee Braden Looper Brian Loyd Warren Morris Augie Ojeda Jim Parque Jeff Weaver Jason Williams USA Estados Unidos |
| Sydney 2000 (detalhes)    | Brent Abernathy Kurt Ainsworth Pat Borders Sean Burroughs John Cotton Travis Dawkins Adam Everett Ryan Franklin Chris George Shane Heams Marcus Jensen Mike Kinkade Rick Krivda Doug Mientkiewicz Mike Neill Roy Oswalt Jon Rauch Anthony Sanders Bobby Seay Ben Sheets Brad Wilkerson Todd Williams Ernie Young Tim Young USA Estados Unidos                              | Omar Ajete Yovany Aragon Miguel Caldés Luis Danel Castro José Contreras Yobal Dueñas Yasser Gómez José Ibar Orestes Kindelán Pedro Luis Lazo Omar Linares Oscar Macías Juan Manrique Javier Méndez Rolando Meriño Germán Mesa Antonio Pacheco Ariel Pestano Gabriel Pierre Maels Rodríguez Antonio Scull Luis Ulacia Lázaro Valle Norge Luis Vera CUB Cuba                                         | Chang Song-ho Chong Tae-hyon Chung Min-tae Chung Soo-keun Hong Sung-heon Jang Sung-ho Jin Pil-jung Kim Dong-joo Kim Han-soo Kim Ki-tae Kim Soo-kyung Kim Tae-gyun Koo Dae-sung Lee Byung-kyu Lee Seung-ho Lee Seung-yuop Lim Chang-yong Lim Sun-dong Park Jae-hong Park Jin-man Park Jong-ho Park Kyung-oan Park Seok-jin Son Min-han Song Jin-woo KOR Coreia do Sul                         |
| Atenas 2004 (detalhes)    | Danny Betancourt Luis Borroto Frederich Cepeda Yorelvis Charles Michel Enríquez Norberto González Yulieski Gourriel Pedro Luis Lazo Roger Machado Jonder Martínez Frank Montieth Vicyohandri Odelín Adiel Palma Eduardo Paret Ariel Pestano Alexei Ramírez Eriel Sánchez Antonio Scull Carlos Tabares Yoandry Urgellés Osmani Urrutia Manuel Vega Norge Luis Vera CUB Cuba | Craig Anderson Thomas Brice Adrian Burnside Gavin Fingleson Paul Gonzalez Nick Kimpton Brendan Kingman Craig Lewis Graeme Lloyd Dave Nilsson Trent Oeltjen Wayne Ough Chris Oxspring Brett Roneberg Ryan Rowland Smith John Stephens Phil Stockman Brett Tamburrino Richard Thompson Andrew Utting Rodney Van Buizen Ben Wigmore Glenn Williams Jeff Williams AUS Austrália                        | Ryoji Aikawa Yuya Ando Atsushi Fujimoto Kosuke Fukudome Hirotoshi Ishii Hisashi Iwakuma Hitoki Iwase Kenji Johjima Makoto Kaneko Takuya Kimura Masahide Kobayashi Hiroki Kuroda Daisuke Matsuzaka Daisuke Miura Shinya Miyamoto Arihito Muramatsu Norihiro Nakamura Michihiro Ogasawara Naoyuki Shimizu Yoshinobu Takahashi Yoshitomo Tani Koji Uehara Kazuhiro Wada Tsuyoshi Wada JPN Japão |
| Pequim 2008 (detalhes)    | Bong Jung-keun Chong Tae-hyon Han Ki-joo Jang Won-sam Jeong Keun-woo Jin Kab-yong Kang Min-ho Kim Dong-joo Kim Hyun-soo Kim Kwang-hyun Kim Min-ho Kim Min-jae Ko Young-min Kwon Hyuk Lee Dae-ho Lee Jin-young Lee Jong-wook Lee Seung-yuop Lee Taek-keun Lee Yong-kyu Oh Seung-hwan Ryu Hyun-jin Song Seung-jun Yoon Suk-min KOR Coreia do Sul                             | Alexei Bell Frederich Cepeda Alfredo Despaigne Giorvis Duvergel Michel Enríquez Norberto González Yulieski Gourriel Miguel La Hera Pedro Luis Lazo Jonder Martínez Alexander Mayeta Rolando Meriño Luis Navas Héctor Olivera Vicyohandri Odelín Adiel Palma Eduardo Paret Yadier Pedroso Ariel Pestano Luis Miguel Rodríguez Elier Sánchez Eriel Sánchez Yoandry Urgellés Norge Luis Vera CUB Cuba | Brett Anderson Jake Arrieta Brian Barden Matthew Brown Trevor Cahill Jeremy Cummings Jason Donald Brian Duensing Dexter Fowler John Gall Mike Hessman Kevin Jepsen Brandon Knight Mike Koplove Matt LaPorta Lou Marson Blaine Neal Jayson Nix Nate Schierholtz Jeff Stevens Stephen Strasburg Taylor Teagarden Terry Tiffee Casey Weathers USA Estados Unidos                                |
| Tóquio 2020 (detalhes)    | Tetsuto Yamada Sōsuke Genda Hideto Asamura Ryosuke Kikuchi Hayato Sakamoto Ryutaro Umeno Kensuke Kondo Yuki Yanagita Takuya Kai Kōyō Aoyagi Suguru Iwazaki Masato Morishita Hiromi Itoh Yoshinobu Yamamoto Masahiro Tanaka Yasuaki Yamasaki Ryoji Kuribayashi Kodai Senga Yūdai Ōno Ryoya Kurihara Masataka Yoshida Seiya Suzuki Munetaka Murakami Kaima Taira JPN Japão   | Eddy Alvarez Eric Filia Jack López Mark Kolozsvary Nick Allen Jamie Westbrook Nick Martinez Scott Kazmir Patrick Kivlehan Tyler Austin Bubba Starling Todd Frazier Triston Casas Ryder Ryan David Robertson Anthony Gose Brandon Dickson Edwin Jackson Tim Federowicz Shane Baz Scott McGough Joe Ryan Simeon Woods Richardson Anthony Carter USA Estados Unidos                                   | Gustavo Núñez Yefri Pérez Erick Mejia Charlie Valerio Jeison Guzmán Melky Cabrera Cristopher Mercedes Roldani Baldwin Julio Rodríguez José Bautista Ramón Rosso Junior García Luis Felipe Castillo Jairo Asencio Juan Francisco Johan Mieses Jhan Mariñez Ángel Sánchez Darío Álvarez Denyi Reyes Raúl Valdés Emilio Bonifácio Jumbo Díaz Gabriel Arias DOM República Dominicana             |